# Peter Crouch
Peter James Crouch, född 30 januari 1981 i Macclesfield, är en engelsk före detta fotbollsspelare. Med en längd på 2,01 m, är han den längsta personen som har spelat för Englands herrlandslag i fotboll genom tiderna, och den näst längsta i Premier League säsongen 2009 efter Stefan Maierhofer, Wolves (2,02). Crouch var nickspecialist och innehar rekordet för flest nickmål i Premier League genom tiderna (tillsammans med Alan Shearer).
Crouch är gift med Abbey Clancy, tillsammans har de två söner och två döttrar.

## Klubbkarriär
2000 var Crouch från Tottenham Hotspur utlånad till IFK Hässleholm. En populär myt är att tränaren Conny Olsson inte ansåg att han platsade i laget, men den motsägs av Olsson själv och att Crouch spelade åtta matcher och gjorde tre mål under vårsäsongen.
2008 lämnade Peter Crouch Liverpool, efter att ha gjort 22 mål på 85 matcher, för Portsmouth. Efter endast ett år i klubben värvades han 2009 av sin förre tränare Harry Redknapp, vilken han även spelat för under sin tid i Southampton och Portsmouth, till Tottenham Hotspur. Övergångssumman blev inte offentliggjord, men engelska media spekulerade i att hans signatur kostade omkring tio miljoner pund (vid tidpunkten drygt 120 miljoner kronor).
Den 12 juli 2019 meddelade Crouch att han avslutade sin fotbollskarriär.

## Landslagskarriär
2006 var Peter Crouch med i förbundskapten Sven Göran Erikssons trupp till fotbolls-VM i Tyskland där han gjorde ett mål.